# Celestino Poza Cobas
Celestino Poza Cobas (Pontevedra, 22 de marzo de 1868 - Ib., 8 de agosto de 1954) fue maestro, médico y político español, diputado por la Unión Republicana en Cortes durante la Segunda República.

## Biografía
Después de trabajar como carpintero, estudió la escuela secundaria en Pontevedra, llegando a estudiar Medicina en la Universidad de Santiago de Compostela, graduándose en 1892. Se embarcó como médico en un barco. En 1893 marchó a las islas Filipinas, instalándose en Calapán, capital de la isla de Mindoro, donde adquirió varias propiedades. En 1898, durante la guerra, fue herido en un asalto que los tagalos llevaron a cabo en el lugar donde vivía. Poza y varios compañeros fueron recluidos como prisioneros, regresando a España en abril de 1899 tras viajar hasta Barcelona en el barco de vapor Alicante.
De vuelta en Pontevedra en 1899, se convirtió en uno de los hombres fuertes del republicanismo local, pero su personalidad causó algunos problemas: el semanario El Centinela, dirigido por Emiliano Iglesias, "mostró la incomodidad de los elementos republicanos disgustados con el autoritarismo mostrado por el nuevo hombre fuerte del movimiento, Celestino Poza Cobas".
En 1902 inauguró el Sanatorio Poza en la calle Andrés Muruais, que tenía salas de operaciones, radiodiagnóstico, radioterapia, infrarrojos y ultravioleta y una sala de masajes. En 1903 dirigió la Escuela Secular, financiada por el Comité Local del Partido Republicano de Pontevedra. En 1904 solicitó una plaza de médico, sin éxito, en el Hospital Provincial.
Fue concejal en Pontevedra entre 1906 y 1909. En 1908, la Corporación le propuso llenar una vacante para un cirujano gratuito, aceptando Celestino dicha vacante; no obstante, un nuevo conflicto, esta vez con el director del hospital, paralizó su admisión.
Estuvo a cargo de iniciar el movimiento de Solidaridad Gallega en la provincia de Pontevedra en 1907.
Fue uno de los promotores del Centro Republicano de Pontevedra, y presidió su asamblea constituyente en marzo de 1930. Influyó en el Centro para definirse a sí mismo en favor del socialismo radical, truncando sus tesis y dando a luz al Partido Republicano de Pontevedra, del que sería presidente en 1931, y su delegado en la Federación Republicana Gallega. En el mismo año de 1931, considerando que la Federación no cumplía con sus expectativas, promovió unirse al Partido Republicano Radical Socialista, llegando a ser presidente del comité de Pontevedra y asistiendo como delegado al Congreso de Galicia de 1931, nacional de 1932 y nuevamente al Congreso de Galicia.
Desde 1935 militaba en la Unión Republicana, presidiendo su comité local en Pontevedra. En las elecciones de febrero de 1936 fue elegido diputado a Cortes por la candidatura conjunta del Frente Popular.
Con la sublevación militar de julio de 1936, y el desarrollo y extensión del bando nacional en Galicia, Poza Cobas fue arrestado. Realizó un largo viaje por otras cárceles de la provincia, donde fue torturado. Junto con su hijo Celestina y otros republicanos fue trasladado a la isla de San Simón. Como a menudo realizaba sus deberes médicos con los prisioneros e incluso con los oficiales de la prisión, le ofrecieron dormir en la oficina, rechazando la oferta. En noviembre de 1936 recibe la noticia de la ejecución, en Caeira, de su hijo Luis. Enjuiciado, el consejo de guerra se celebró el 17 de febrero de 1937 y fue sentenciado a cadena perpetua con accesorios de interdicción civil y descalificación absoluta. Su propiedad fue confiscada y el sanatorio saqueado. Fue excarcelado en 1941. Lo poco que no había sido confiscado de sus bienes les fue devuelto en 1943.
En abril de 2016, tras el anuncio público de la existencia del túnel que conectaba la casa familiar de Celestino Poza Cobas con su lugar de trabajo, se supo que el corredor subterráneo, construido por una obsesión personal con el médico, sirvió como refugio para muchos republicanos perseguidos por las nacionales durante los años de la Guerra Civil. Según el testimonio de algunos familiares, Celestino Poza "ayudó a muchas personas a escapar a Portugal".